# Magyar Munkáskamara
A Magyar Munkáskamara a Magyarországi Szakszervezeti Tanács 1901. évi II. Kongresszusa határozata alapján létesült, és általános szakszervezeti feladatok mellett (munkaközvetítés, segélyezés, jogi képviselet stb.) a szakszervezetek közötti koordináló feladatokat látott el. (Szakszervezeti Parlament)
Az 1920-as évekre a mai nyugat-európai Munkáskamarákhoz hasonlóan működött, nem csak a munkaerőbázis védelmét, hanem a közvetítő szerepét is ellátta a szakszervezet és a politika között, elismerése és fenntartása része volt a Bethlen–Peyer-paktumnak is.
Annak ellenére, hogy jelentősen javította a munkavállalók helyzetét, és a szociáldemokraták befolyását is növelte a szakszervezetekben, a II. világháború után az Ideiglenes Nemzetgyűlés elvetette az újraindítását, mert a Munkáskamara korábbi vezetői között túl sok nyilaspártit vélt felfedezni.
A Munkáskamara (és a szakszervezetek) sorsát a Kommunisták Magyarországi Pártja (KMP) és a Magyarországi Szociáldemokrata Párt (SZDP) között, a szakszervezetekről 1948-ban lezajlott vita (Kossa-Bőhm vita) pecsételte meg, ami a KMP „erőből” alkalmazott állásfoglalásával zárult: a munkavállalókat a kormány, a mindenkori kormányfő képviseli, a szakszervezetek jogait kiemelni és garantálni szükségtelen.
A Munkáskamara helyreállításáért – mint a hatékony és független nyugat-európai érdekképviseleti modell bevezetéséért – az SZDP küzd ma is.